# Walter J. Pearson
Walter J. Pearson (* 29. Oktober 1903 in West Virginia; † 4. Februar 1964) war ein US-amerikanischer Geschäftsmann und Politiker.

## Privatleben
Walter J. Pearson, Sohn von Virginia Johnston (1874–1943) und des späteren Treasurer of State von Oregon Walter E. Pearson, wurde West Virginia geboren. Er hatte eine ältere Schwester namens Virginia E. Pearson, die später die Ehefrau von Reverend Philip P. Werlein wurde, und einen jüngeren Bruder namens David William Pearson, einen Vertreter für eine Risikoversicherung aus Kansas City. Sein Großvater mütterlicherseits war der Kongressabgeordnete David Emmons Johnston. Die Familie zog 1908 nach Portland (Oregon). Seine Jugendjahre waren vom Ersten Weltkrieg überschattet und die Folgejahre von der Weltwirtschaftskrise. Er besuchte die öffentlichen Schulen von Portland. Danach ging er auf die Washington High School und die School of Economics an der University of Oregon. Pearson war für mehrere Versicherungsunternehmen tätig, darunter auch als Versicherungsvertreter in Seattle (Washington). Während des Zweiten Weltkrieges gründete er 1944 eine eigene Versicherungsagentur, welche im Laufe der Zeit zu einem der größten Anbieter von Versicherungen in Oregon wurde. Pearson war verheiratet und Vater von zwei Kindern. Er war ein Baptist und Mitglied der amerikanischen Studentenverbindungen Kappa Sigma, Fraternal Order of Eagles und Benevolent and Protective Order of Elks sowie der Freimaurer, der Shriners und von Gyro International. Mit seiner Ehefrau namens Dorothea hatte er einen Sohn namens Walter Jr. und eine Tochter LaNita Anderson.

## Politische Laufbahn
Pearson war in der Demokratischen Partei aktiv. Er saß für das Multnomah County zwei Amtszeiten lang im Repräsentantenhaus und drei Amtszeiten lang im Senat von Oregon. Während dieser Zeit war er 1959 Senatspräsident. Bei den Wahlen im Jahr 1948 wurde er zum Treasurer of State von Oregon gewählt. Pearson bekleidete den Posten vom 3. Januar 1949 bis zum 5. Januar 1953. Er nahm 1952, 1956 und 1964 als Delegierter für Oregon an den Democratic National Conventions teil. 1960 kandidierte er erfolglos für die demokratische Nominierung für das Amt des Gouverneurs von Oregon.
1961 wurde Walter J. Pearson von Präsident Kennedy zum Direktor der Panamakanal-Gesellschaft ernannt.